# Nyktofobia

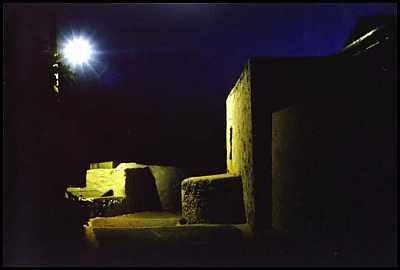
Znalezienie się w sytuacji autora zdjęcia, dla osoby cierpiącej na nyktofobię może być przyczyną lęku

Nyktofobia (pochodzi od gr. nyktós – noc i phóbos – strach) – jedna z odmian fobii. Jest nią niczym nieuzasadniony, patologiczny lęk przed ciemnością. Piśmiennictwo odnotowało kilka przypadków tej fobii.